# Newtyle
Newtyle är en ort i Storbritannien.   Den ligger i kommunen Angus och riksdelen Skottland, i den norra delen av landet, 600 km norr om huvudstaden London. Newtyle ligger 89 meter över havet och antalet invånare är 731.
Terrängen runt Newtyle är varierad. Runt Newtyle är det ganska glesbefolkat, med 31 invånare per kvadratkilometer. Närmaste större samhälle är Dundee, 14,4 km sydost om Newtyle. Trakten runt Newtyle består i huvudsak av gräsmarker.